# 파슨스 디자인 스쿨
파슨스 디자인 스쿨(Parsons School of Design at The New School)는 미국 뉴욕에 위치한 사립 미술대학이다. 1896년에 설립된 세계적 명성의 디자인 대학이며, 뉴 스쿨의 5개 칼리지 중 하나이다. 파슨스 디자인 스쿨은 도나 카렌, 안나 수이, 신시아 로리, 마크 제이콥스, 스티븐 마이젤, 재미교포 두리 정, 탐 포드, 나르시소 로드리게즈, 아이작 미즈라히 등 동문 디자이너들이 자주 방문해 많은 지원을 하기도 했다.
앤디 워홀 재단, 마이크로소프트, 패션지 <세븐틴> 등에서 인턴십 과정을 수료할 수 있으며, 페리 앨리스와 듀퐁 등 많은 기업에 대한 취업을 알선한다. 현재 프랑스, 일본, 한국, 영국과 국제 교환학생 프로그램을 진행 중이다. 세계의 패션수도인 뉴욕시에 위치하고 있어 대학교육과 함께 최신 트렌드를 빠르게 흡수할 수 있다. 뉴욕 주립 패션 공과대학교(Fashion Institute of Technology)와 함께 뉴욕의 양대 패션 대학교로 명성을 쌓아오고 있는 대학이다.
또한 유학생들에게도 장학금의 기회가 많으므로 미국 외 학생들에게 인기가 높다. 패션 디자인, 그래픽 아트, 일러스트레이션, 사진, 스튜디오 아트, 조명 디자인 등이 가장 인기있는 전공과목이다. 입학지원 구비서류는 지원서, 에세이, 최종학교 영문성적증명서, 추천서, 포트폴리오이며, 유학생은 TOEFL 550점 이상이 필요하다. 원서마감일은 봄학기 11월 1일. 가을학기 3월 1일이다. 2016년 정시입학 지원자 합격률은 35%였다.
재학생 중 여학생 비율이 77%, 남학생 23%이다. 전 세계 68개 국가에서 온 유학생 신분 학생이 31%를 차지한다. 재학생 중 18%가 아시안계이며, 학생 대 교수의 비율은 9:1이다.
QS 세계 대학 순위의 아트 및 디자인 분야에서 2021, 2022, 2024년 미국 전체 1위를 차지했다.

## 참조
1. ↑  “Parsons School of Design | The New School”.
2. ↑  “QS World University Rankings for Art & Design 2024” (영어). 2024년 10월 5일. 2024년 10월 13일에 확인함.